# Ramalina menziesii
Ramalina menziesii, чипкасти лишај, је бледожутозелени лишај који расте и до метра дужине, има карактериситчан падолик раст и не личи ни на један други лишај у Северној Америци. Постаје зеленији кад је влажан.‍:192 Важна је храна за јелене у Калифорнији, али и као материјал за гнезда птица.‍:192 Облик раста је врло варијабилан.‍:192
Након година труда, Калифорнијско удружење за лишаје успело је да овај лишај прогласи за државни лишај Калифорније, тако је овај лишај постао први државни лишај на свету.